# Vincentius Ferrer
Vincentius Ferrer, född 23 januari 1350 i Valencia, Spanien, död 5 april 1419 i Vannes, Bretagne, Frankrike, var en spansk teolog, botpredikant och bekännare. Vincentius Ferrer vördas som helgon inom Romersk-katolska kyrkan. Hans minnesdag firas den 5 april.

## Biografi
Vincentius Ferrer inträdde vid arton års ålder i dominikanorden. Han kom att studera filosofi och teologi och ägna sig åt bön och botövningar. Ferrer upplevde den stora schismen på nära håll och var lojal gentemot Avignon-motpåven Benedictus XIII.
Omkring år 1400 inledde Ferrer en vandring genom Frankrike, Schweiz och Lombardiet och predikade bot och bättring och kritiserade tidens moraliska förfall.
Konciliet i Konstanz valde 1417 Martin V till rättmätig påve, men Benedictus XIII vägrade att erkänna denne. Då insåg Ferrer att hans lojalitet gentemot den senare hade varit felaktig. Den nyvalde Martin V bad Ferrer att predika i Bretagne och Normandie. Vincentius Ferrer avled i samband med en sådan predikovandring.